# Brug 1026
Brug 1026 was een bouwkundig kunstwerk in Amsterdam-Zuidoost.
Bij de aanleg van de infrastructuur van de wijk Bijlmermeer werd voorzien van een naamloze ringweg. Delen ervan zouden namen krijgen als Bijlmerdreef, 's-Gravendijkdreef en Karspeldreef, die in een U-vorm delen van de G- en K-buurten omringden. Alles werd hier gebouwd met gescheiden verkeersstromen met dreven op een dijklichaam en voet- en fietspaden op maaiveldniveau. Omdat gelijkvloerse kruisingen daartussen werden vermeden was er de behoefte aan een groot aantal tunneltjes en viaducten. Die viaducten werden ontworpen door de Dienst der Publieke Werken in de tijd dat er nog geen straatnamen waren, maar werden later wel teruggevonden omdat ze keurig op rij genummerd waren. In de 's Gravendijkdreef lag een aantal kunstwerken in de 1020-serie, keurig van noord naar zuid genummerd.
Van deze viaducten is in de 21e eeuw niets meer terug te vinden, want bij een grootscheepse sanering werden het eind van de Bijlmerdreef, de hele 's Gravendijkdreef en de aansluiting naar de Karspeldreef afgegraven en net als de omringende en bijbehorende fietspaden op maaiveldniveau neergelegd. Dit betekende het eind voor die zelfde serie viaducten 1020-1025. Viaduct 1026 werd echter al eerder buiten gebruik gesteld. Ze werd voor wat betreft betonnen onderdelen aanbesteed in 1966, maar al in 1967 sterk ingekort om plaats te maken voor een groot viaduct in de Karspeldreef, brug 1055, die over het Gaasperparkpad kwam te liggen. Deze brug haalde weliswaar de sanering van de 21e eeuw wel, maar verdween daarmee ook meteen.
<<< · 1000 · 1001 · 1002 · 1003 · 1004 · 1005 · 1006 · 1007 · 1008 · 1009 · 1010 · 1011 · 1012 · 1013 · 1014 · 1018 · 1028 · 1029 · 1030 · 1032 · 1033 · 1034 · 1035 · 1036 · 1037 · 1038 · 1039 · 1040 · 1041 · 1044 · 1045 · 1046 · 1048 · 1049 · 1050 · 1051 · 1062 · 1063 · 1064 · 1065 · 1066 · 1067 · 1076 · 1077 · 1078 · 1083 · 1090 · 1092 · 1093 · 1094 · 1095 · 1096 · 1097 · 1098 · 1099 · >>>
Brugnummers  1015, 1016, 1017, 1019, 1020, 1021, 1022, 1023, 1024, 1025, 1026, 1027, 1031, 1042, 1043, 1047, 1052/1053 (niet gebouwd), 1054, 1055, 1056, 1057, 1058, 1059, 1060, 1061, 1068, 1069-1075, 1079, 1080, 1081, 1082, 1084-1088, 1089 en 1091 (onbekend) zijn niet meer vergeven. De meesten daarvan zijn gesloopt in verband met sanering Zuidoost. Alle bruggen lagen en liggen in Zuidoost behalve bruggen 1000 en 1002.